# Sörgyári capriccio (film)
A Sörgyári capriccio (eredeti cím: Postřižiny) 1980-as csehszlovák játékfilm, melyet Jiří Menzel rendezett Bohumil Hrabal azonos című regényéből.

## Cselekmény
|  | Alább a cselekmény részletei következnek! |

A cseh kisváros sörfőzdéje körül az élet a megszokott mederben folyik. Francin, a sörfőzde visszafogott és rendszerető, de pozícióját féltő igazgatója igyekszik mindent kézben tartani, sőt fejleszteni, míg életrevaló felesége, Maryska, szinte gyermeki örömmel habzsolja az örömöket. Amikor a sörházi sertések egyikének eltörik a lába és ezért le kell vágni, Maryska disznótorosra hívja vendégül a sörfőzde igazgatósági tanácsának tagjait.
Egy napon Francin bátyja, Pepin bácsi érkezik látogatóba, amitől a szürke hétköznapok új élettel telnek meg. A cipész ugyanis öblös, lelkendező és cseppet sem visszafogott hangján – szinkronhangja Kern András – mesél különféle furcsa történeteket. Önmagát a cipők okleveles doktorának tartja, ismeri is a szakma minden szakkifejezését, de a munkával mintha meggyűlne a baja.
Az egyik ilyen történet Metud bácsiról szól, akinek nem volt gyermeke és búskomorságban szenvedett. Míg egy nap azt nem olvasta az újságban, hogy „Unatkozik? Vásároljon mosómedvét!” Metud bácsi pedig megvette és a mosómedve mindent kimosott a patakban, azt is, amit nem kellett volna, például egy vekkert, amit azután már megjavíttatni sem lehetett. A mosómedve Metud bácsi szétszedett biciklijét is széthordta, mígnem aztán maga is feladott egy apróhirdetést, „Unatkozik? Vásároljon mosómedvét!” Amikor Francin a sörgyári igazgatósági tanácsának tart beszámolót, Pepin bácsi „bömbölése”, majd ragasztója akasztja meg a munkát.
Mikor Maryska és Pepin „katonaiskolásdit játszik” és hangoskodásukkal zavarják a sörfőzde munkáját, Francin azt javasolja nekik játsszanak máshol, akár másszanak fel a kéményre, csak csöndben legyenek. Nem is kell nekik több, felmásznak hát a sörfőzde magas kéményére, nem kis feltűnést és kavarodást keltve a kisvárosban – még a tűzoltóegylet is kivonul a helyszínre. De Giorgi úr, a tűzoltóparancsnok, aki szédül a magasban, leparancsolja a kilátásban gyönyörködőket a magasból.
A történetet át- meg átszövik az új kor különféle vívmányai – városi áram a petróleumlámpa helyett, motor a kerékpár helyett, automobil a lovak helyett, illetve expander, porlasztós ózoninhalátor, rádió és gramofon. Ahogy pedig a rádió közelebb hozza a távoli eseményeket, úgy a kisvárosban is megrövidülnek a dolgok: levágják a kutyák farkát, Francin a gyártásjavítás érdekében lerövidíti a söröshordók pincébe vezető útját és a munkások munkaidejét, Maryska és Pepin megrövidíti az asztalok és székek lábát, és Maryska levágatja nem csak szoknyáját, hanem mindenki által csodált hosszú haját is, mégpedig „Josefin Baker-frizurára”. Új élet kezdődik a kisvárosban.
|  | Itt a vége a cselekmény részletezésének! |

## Szereplők
| Szereplő                           | Színész          | Magyar hang (1. szinkron) |
| ---------------------------------- | ---------------- | ------------------------- |
| Maryska                            | Magda Vášáryová  | Kovács Nóra               |
| Francin                            | Jiří Schmitzer   | Szombathy Gyula           |
| Pepin                              | Jaromír Hanzlík  | Kern András               |
| Doktor Gruntorád, a sörgyár elnöke | Rudolf Hrusínský | Horkai János              |
| De Giorgi úr, a tűzoltóparancsnok  | Petr Čepek       | Gruber Hugó               |
| Ruzicka úr                         | Oldřich Vlach    | Koroknay Géza             |
| Vejvoda úr                         | František Řehák  | Füzessy Ottó              |
| Bernádek úr                        | Miloslav Stibich | Szabó Ottó                |
| Sefl úr                            | Alois Liskutin   | Izsóf Vilmos              |
| Lustig úr                          | Pavel Vondruška  | Varga T. József           |

## Díjak, jelölések
- Velencei Nemzetközi Filmfesztivál (1981)
  - Zsűri különdíja: Jiří Menzel
  - Arany Oroszlán jelölés: Jiří Menzel